# Caroline Trentini
Caroline Trentini (Panambi, 6 luglio 1987) è una supermodella brasiliana.

## Carriera
Scoperta all'età di 13 anni nella sua città, dallo stesso agente di Gisele Bündchen, Caroline Trentini per intraprendere la carriera di modella si trasferisce a San Paolo, e dopo appena un anno a New York. Diventa conosciuta nell'ambiente della moda dopo aver posato per il fotografo Juergen Teller nella campagna pubblicitaria di Marc Jacobs.
In breve tempo la Trentini sfila per Louis Vuitton, Valentino, Anna Sui, Versace, Chanel, Christian Dior, L.A.M.B., Baby Phat, Vera Wang, Oscar de la Renta, Ralph Lauren, Calvin Klein, e Dolce & Gabbana ed appare sulle copertine di ELLE, Harper's Bazaar e Vogue.
Ha sfilato per Victoria's Secret nel 2005, 2006 e 2009.
Nel 2007 viene scelta come testimonial per Gucci, Oscar de la Renta, Dolce & Gabbana, Dsquared², Mulberry, DKNY e Carlos Miele. Nel numero di maggio 2007, la Trentini insieme alle colleghe Doutzen Kroes, Jessica Stam, Raquel Zimmermann, Sasha Pivovarova, Agyness Deyn, Coco Rocha, Hilary Rhoda, Chanel Iman, e Lily Donaldson, viene nominata supermodel.
Nel 2009 partecipa alla Settimana della moda di New York sfilando per Oscar de la Renta e Michael Kors, mentre nel 2011 viene scelta, insieme a Karlie Kloss, per essere il volto della campagna Bally autunno/inverno 2011/2012. 
Attualmente Caroline Trentini lavora per le agenzie di moda Why Not Model Agency, Storm Model Agency, Marilyn Agency, Zucca Model Agency, View Management, e MY Model Management.

## Vita privata
Dopo qualche anno di fidanzamento, ha sposato il fotografo Fabio Bartelt il 18 aprile 2012 con una cerimonia privata e rito cattolico in una chiesa di Santa Catarina.
Per l'occasione la Trentini ha indossato un abito disegnato per lei da Oliver Theyskens, con scollo a cuore e ricamatura fine sul petto e sulle braccia; per la tale occasione, la modella brasiliana è stata criticata da numerose riviste di moda, che hanno giudicato il suo abito estremamente simile a quello scelto da Kate Middleton l'anno precedente per il proprio matrimonio. La coppia ha due figli, Bento Jacob, nato il 9 agosto 2013 e Benoah Jacob, nato il 2 giugno 2016.

## Agenzie
- Marilyn Agency - Parigi
- Why Not Model Agency
- IMG Models - New York, Londra
- WAY Model Management